# Ty Mitchell
Ty Mitchell (Texas, Estados Unidos, 8 de abril de 1993) es un actor y escritor pornográfico gay estadounidense.

## Carrera
Obtuvo una licenciatura en Estudios de Género y ha llegado a escribir sobre varios temas de la vida LGBTQ para publicaciones en línea.
Se volvió viral su crítica a hacia los Oscar 2020, en los que señaló que nominaron a menos directoras que en los premios de porno gay Str8UpGay Awards. Actualmente vive en Brooklyn, Nueva York. Su columna en la que se defendía asistiendo a fiestas en Fire Island durante la pandemia de COVID-19 fue criticada en las redes sociales.
En el 2019, llegó a aparecer en un sketch de Saturday Night Live con la reconocida actriz Emma Stone.
Mitchell fue nominado para el Premio al Mejor Revelación en los Premios GayVN del 2020.